# Cooley Distillery

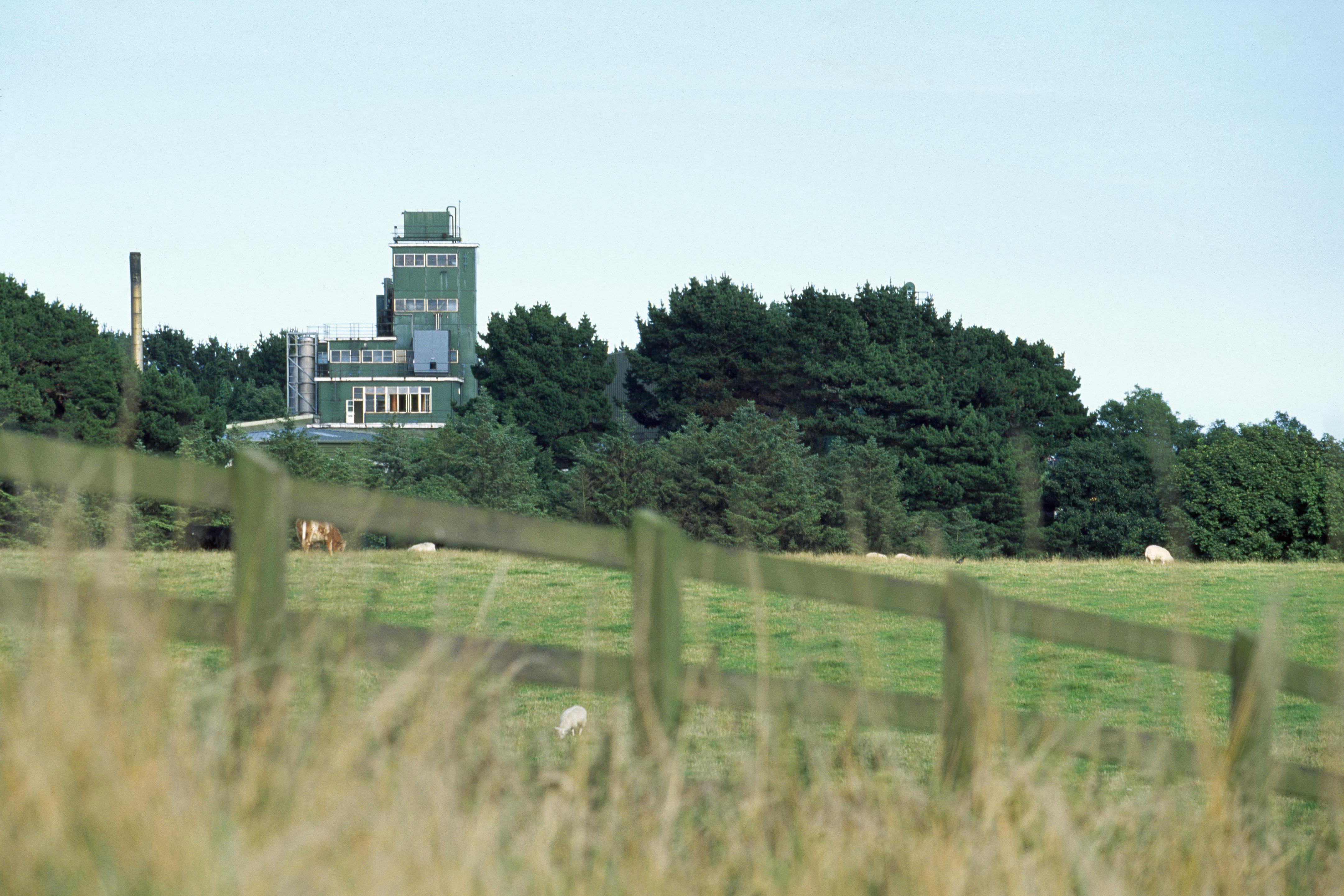
Cooley Distillery

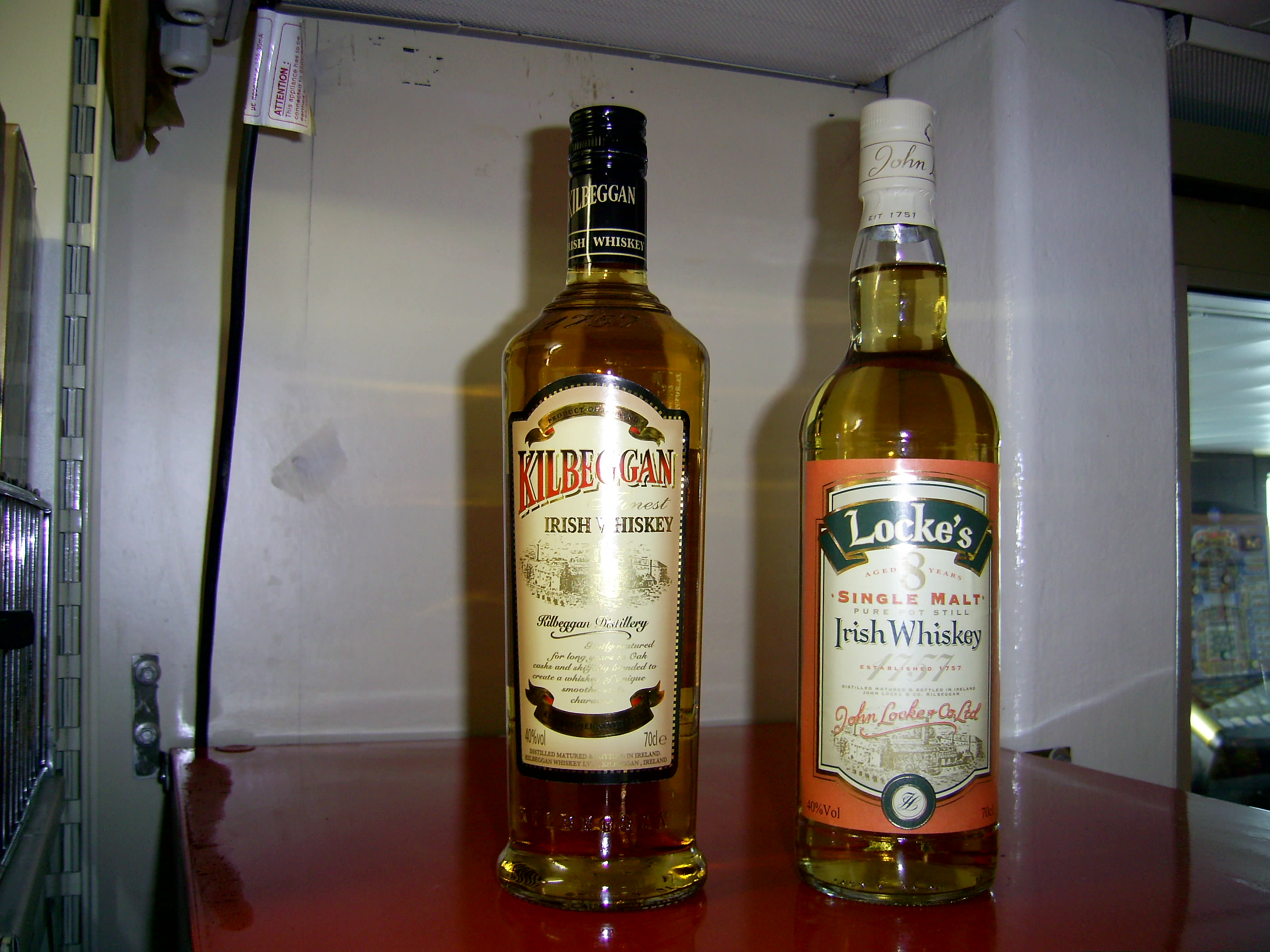
Kilbeggan en Locke's whiskey, gemaakt door Cooley Distillery

De Cooley Distillery is de enige onafhankelijke distilleerderij in Ierland en ligt op Cooley Peninsula in County Louth aan de Ierse oostkust. De distilleerderij is opgericht in 1987 door John Teeling die het verval van de Ierse whiskey zag en op deze manier een mogelijkheid had om hier wat tegen te doen.
In tegenstelling tot de gebruikelijke Ierse whiskeys worden de whiskeys van Cooley maar twee in plaats van drie keer gedistilleerd.
Cooley maakt onder meer Kilbeggan, Locke's en Connemara whiskey.